# Obred Memfisa
Istočni obred Memfisa (fran. Rite de Memphis ou oriental, engl. Oriental Rite of Memphis) je jedan od obreda u slobodnom zidarstvu. Iz ovog obreda, kao i iz Obreda Mizraima, proizašao je Obred Memfisa-Mizraima 1881. godine.

## Naziv obreda
Naziv potječe od Memfisa, jednog od najvažnijih duhovnih središta Starog egipatskog kraljevstva, u čiji su sastav ulazila današnja nalazišta Gize i Sakare, među ostalima, a čije je glavno božanstvo bio bog Ptah.
Ako promatramo kontekst 18. stoljeća, treba istaknuti istinsku fascinaciju Zapada drevnim Egiptom i njegovim misterijama, koje su grčki tekstovi već ranije naglašavali, poput Plutarhova djela O Izidi i Ozirisu ili Jamblihovog O egipatskim misterijama, premda su ti tekstovi nastali u kasnijem razdoblju u odnosu na sjaj staroegipatske civilizacije. Grci 7. stoljeća pr. Kr., neumorni istraživači mediteranskog prostora, otkrili su, na svoje veliko iznenađenje, da nisu jedini civilizirani narod u toj regiji svijeta te da u dolini Nila postoji civilizacija koja je, barem naizgled, jednako stara, ako ne i starija od one Ahejaca, koji su se tisuću godina ranije naselili na Peloponezu. Međutim, Egipat koji su oni upoznali nije bio onaj iz Starog kraljevstva faraona graditelja piramida, niti onaj iz Novog kraljevstva i vladavine Ramzesa II. (1279. – 1212. pr. Kr.), već izumirući Egipat posljednjih faraonskih dinastija (715. – 525. pr. Kr.), koji će stoljeće kasnije pasti pod vlast Perzijanaca iz dinastije Ahemenida. Biblija, iako se smatra povijesno relevantnim tekstom, Egipćanima dodjeljuje isključivo negativne uloge.

## Povijest
Ovaj obred su osnovali Samuel Honis, rodom iz Kaira, i Gabriel-Mathieu Marconis, trgovac iz Montaubana u Okcitaniji. Obred je ustanovljen u Loži "Sljedbenici Memfisa" (Loge Les Disciples de Memphis), osnovanoj 30. travnja 1815. godine u Montaubanu. Samuel Honis tvrdio je da je ovaj obred donio u Montauban iz Kaira 1814. godine, no ne postoje dokumentirani dokazi koji bi potvrdili tu tvrdnju. Godine 1838. Gabriel-Mathieu Marconis prenosi sva prava na obred svom sinu, Jean-Étienneu Marconisu de Nègreu.
Jean-Étienne Marconis de Nègre je 1838. godine razvio Obred Memfisa kao samostalnu inačicu Egipatskog obreda Mizraima, koji je u sebi objedinjavao elemente političkog templarstva, svjetovnog viteštva i drugih duhovno-viteških redova s egipatskom mitologijom. Postojale su najmanje dvije lože u Parizu (Loge Osiris i Loge Des Philadelphes), dvije lože u Bruxellesu (Loge La Bienveillance i Loge De Heliopolis), kao i nekoliko pristaša u Engleskoj. Obred je bio posebno popularan među ložama s većim udjelom vojnih časnika. Imao je izraženu političku i revolucionarnu orijentaciju, ali je 1841. godine prekinuo s radom, vjerojatno zbog represija nakon oružanog ustanka Société des Saisons Augustea Blanquija 1839. godine. Nakon svrgavanja francuskog kralja Luja Filipa 1848. godine, obred Memfisa obnovljen je 5. ožujka zahvaljujući socijalistu i članu Privremene vlade Louisu Blancu, koji je bio i zadužen za nacionalne lože. Od 21. travnja uslijedio je procvat Vrhovnog vijeća Istočnog obreda Memfisa, koji je trajao sve do poraza revolucije u listopadu iste godine, kada je obred zabranjen.
U Londonu je 1850. godine osnovana Loža "Sljedbenici Menesa" (fran. Loge Les Sectateurs de Menes), koja je ubrzo stekla popularnost među francuskim izbjeglicama. U to je vrijeme djelovalo oko deset loža u kojima su članovi bili francuski prognanici, a najvažnija među njima postala je Velika loža Filadelfijaca (Grande Loge des Philadelphes), otvorena u Londonu 31. siječnja 1851. godine, koja je postojala sve do kraja 1870-ih. U tom je razdoblju brojala oko 100 članova, često nazivanih filadelfijcima.
Marconis de Nègre uveo je obred Memfisa i u Ameriku oko 1856. godine, gdje se on od 1861. godine intenzivno širio zahvaljujući velikom majstoru Harryu J. Seymouru. Do 1856. godine organizacije Obreda Memfisa bile su osnovane u Sjedinjenim Američkim Državama, Rumunjskoj, Australiji i Švicarskoj, a sve ih je uspostavio Marconis de Nègre. No već 1862. godine Marconis de Nègre predao je sva prava na obred Memfisa Velikom orijentu Francuske. Tijekom Američkog građanskog rata obred je u Sjedinjenim Državama izgubio velik broj članova, a od tih se gubitaka dugo nije mogao oporaviti.
Godine 1856. Benoît Desquesnes, ranije isključeni tajnik Sjevernog društva tiskara, izjavio je da su viši stupnjevi obreda Memfisa suvišni, nedemokratični i nespojivi s idealima slobodnozidarske jednakosti. Unatoč nastojanjima Jean-Philippea Berjeaua da zatvori ložu filadelfijaca, njezini su članovi izabrali Édouarda Benoîta za svog starješinu, nakon čega je ova skupina braće stekla široku prepoznatljivost zbog povezanosti s oblikovanjem revolucionarne politike. Međutim, lože "Gymnosophistes" i "Avenir" složile su se s Berjeauom. Godine 1860. broj stupnjeva smanjen je na 33, a do 1866. godine Berjeau je ipak zatvorio lože dodatnih stupnjeva, a većina "gimnosofista" pridružila se loži filadelfijaca.
U Egiptu se ovaj obred razvijao vrlo brzo od 1873. godine sve do dolaska na vlast kralja Faruka, 1936. Na njegovu je čelu bio Solutore Avventore Zola, veliki hierofant, koji se kasnije odrekao svoje dužnosti i prešao na katoličanstvo, opravdavajući svoju odluku većom djelotvornošću katoličkih molitvi u odnosu na učenja koja je primao u svom obredu.
Godine 1881. oba obreda spojio je Giuseppe Garibaldi, čime je nastao Drevni i primitivni obred Memfisa-Mizraima. Ovaj je obred aktivno razvijao Jean Bricaud, a naslijedio ga je Constant Chevillon.
Nakon Drugoga svjetskog rata obred je preuzeo Robert Ambelain, koji ga je vodio do 1985. godine. Godine 1998., nakon bezpresedanskog raskola unutar obreda, izazvanog povlačenjem nasljednika Roberta Ambelaina, Gérarda Kloppela, s dužnosti međunarodnog velikog majstora, obred Memfisa-Mizraima je izvan okrilja Velikog orijenta Francuske nastavio postojati kroz nekoliko međusobno nepriznatih i zavađenih grana, uglavnom u Francuskoj.

## Struktura stupnjeva
Obred Memfisa je strukturiran u 92 stupnja, raspoređena u tri serije i sedam klasa:
- Prva serija: simbolička.
  - 1°–13° – prva klasa
  - 14°–27° – druga klasa
  - 28°–35° – treća klasa
- Druga serija: filozofska.
  - 36°–47° – četvrta klasa
  - 48°–61° – peta klasa
  - 62°–68° – šesta klasa
- Treća serija: mistična.
  - 69°–75° – šesta klasa
  - 76°–92° – sedma klasa